# Lützow (gmina)
Lützow – gmina w Niemczech, w kraju związkowym Meklemburgia-Pomorze Przednie, w powiecie Nordwestmecklenburg, siedziba urzędu Lützow-Lübstorf.